# Мальбергвайх
Мальбергвайх (нем. Malbergweich) — община в Германии, в земле Рейнланд-Пфальц. 
Входит в состав района Айфель-Битбург-Прюм. Подчиняется управлению Кильбург.  Население составляет 359 человек (на 31 декабря 2010 года). Занимает площадь 10,22 км².